# Felipe Sanchón
Felipe Sanchón Huerta (ur. 8 kwietnia 1982 w Barcelonie) – hiszpański piłkarz występujący na pozycji pomocnika w Gironie.